# Красотка тёмная
Красотка тёмная (лат. Atrocalopteryx atrata) — вид стрекоз, принадлежащих к семейству Красотки. Обитает на востоке Китая, Корее, Япония (отсутствует на Хоккайдо) и в России в Приморском и Хабаровском краях и Амурской области. Населяют окрестности рек и ручьёв в долинах, открытых лесах, а иногда и в городах. Включён в Красный список угрожаемых видов МСОП со статусом LC (Вызывающий наименьшие опасния).

## Описание
Наличник зелёный металлически блестящий. Крылья затемнённые, матовые. Внешние признаки изменчивы. По направлению с юга на север, как правило, размеры тела уменьшаются, а крылья становятся более темными.